# Nassau
 Ovo je glavno značenje pojma Nassau. Za druga značenja pogledajte Nassau (razdvojba).
Nassau je glavni i najveći grad države Bahami. Smješten je na bahamskom otoku New Providence. Prema podacima iz 2013. godine ima oko 260.000 stanovnika, što čini oko 80% ukupne populacije. Predstavlja kulturno i gospodarsko središte zemlje.

## Povijest
Grad su osnovali Englezi sredinom 17. stoljeća pod imenom Charles Town, da bi ga Španjolci 1684. godine spalili do temelja. Godinu dana kasnije ime mu je promijenjeno u čast Williama III. od Orange-Nassau 1703. udružene francuske i španjolske snage vrše ekspediciju te okupiraju grad. Do 1713. Nassau postaje jako piratsko odredište, toliko jako da je većina poštenih stanovnika napustila grad. U početku su pirati Thomas Barrow i Benjamin Hornigold proglasili svojevrsnu Piratsku Republiku. Pirate je kasnije predvodio Crnobradi, kojemu su se priključili i drugi poznati pirati toga vremena, poput Charlesa Vanea, Calico Jacka Rackhama te piratkinja Anne Bonny i Mary Read. Bivši gusar Woodes Rogers povratio je red radeći za vlast i nudeći piratima oproštaj od kralja Georgea I. pod uvjetom da više ne pljačkaju. Većina ih je prihvatila, no nekoliko ih je, uključujući Crnobradog, odbilo. Do 1718. većina onih koji su odbili protjerana je ili ubijena. Britanska je vlada, unatoč suprotstavljanju također i podržavala gusare koji su napadali španjolske i američke brodove. Španjolci su često napadali grad te je više puta je izgorio, a najpoznatiji takav pokušaj dogodio se 1720. godine.
Od 1776. grad je pod američkom vlašću. Ipak, 1782. Španjolci su uspješni te ga ponovno zauzimaju. Tadašnji upravitelj Kube Don Juan de Cagigal napao je otok New Providence s 5.000 vojnika. Dana 17. travnja 1783. Amerikanci vraćaju Nassau pod svoju kontrolu. Opkolili su ga sa samo 220 vojnika te 150 musketa, nasuprot 600 španjolskih branitelja. Zanimljivo, Španjolci su se predali bez ijednog ispaljenog metka te grad ponovno prelazi u ruke Amerikanaca. U razdoblju od 1787. do 1796. gradom upravlja lord Dunmore, za čije se vrijeme gradi utvrda Fort Charlotte. Tijekom američke prohibicije Nassau je bio pogodan za krijumčarenje viskija. Jedan od razloga je zasigurno bio i taj što je ovo bilo mjesto sastajanja i trgovine i u Američkom građanskom ratu.

## Zemljopis
Smješten na otoku New Providence, Nassau je važna morska luka. Površina grada iznosi 207 četvornih kilometara, što je ujedno i ukupna površina otoka. Svoj turistički potencijal duguje i tome što je geografski relativno blizu SAD-u. Tako primjerice do Miamija udaljenost zračnim putem iznosi 290 kilometara. Osim blizine SAD-a, tropska monsunska klima i prirodne ljepote također čine Nassau privlačnom turističkom destinacijom. Ljetne dnevne temperature rijetko prelaze 33 stupnja Celzija, dok se zimske kreću od 23-27 stupnjeva. Prosječne godišnje temperature mora kreću se od 23 stupnja Celzija u zimskim mjesecima do 28 stupnjeva u ljetnim mjesecima.

## Stanovništvo
Sljedeća tablica prikazuje razvoj broja stanovnika tijekom povijesti.
| Nassau: kretanje broja stanovnika između 1901. i 2013. |        |        |        |        |         |         |         |         |         |         |         |
| 1901.                                                  | 1931.  | 1943.  | 1953.  | 1963.  | 1970.   | 1980.   | 1990.   | 2000.   | 2010.   | 2011.   | 2013.   |
| 12.500                                                 | 19.800 | 29.391 | 46.125 | 80.907 | 101.503 | 135.437 | 172.196 | 202.963 | 248.948 | 252.400 | 259.300 |

Godine 1901. grad je imao oko 12.500 stanovnika, da bi svih narednih popisnih razdoblja bilježio konstantan rast pučanstva. Službeni podaci iz popisa stanovništva provedenog 2010. godine govore kako grad ima 248.948 stanovnika. Podaci iz 2013. godine navode da populacija Nassaua ima oko 260.000 stanovnika, što čini oko 80% ukupne populacije. Ovakva dominacija objašnjava se intenzivnim doseljavanjem stanovnika sa susjednih otoka u glavni grad.

## Gospodarstvo
Bazu gradskog, kao i nacionalnog gospodarstva čini turizam. U neposrednoj blizini grada na otoku Paradise island nalazi se odmaralište Atlantis Paradise, koje ima čak 6.000 zaposlenika te je na Bahamima drugi najveći poslodavac nakon nacionalne vlade. Osim navedenog, u gradu se nalazi još nekoliko hotela visoke kategorije te nekoliko kockarnica. Junkanoo je naziv za najvažniji gradski festival, a riječ dolazi od imena osnivača – John Kanoo Sastoji se od energične i živopisne ulične parade ljudi pod maskama koji sviraju na zvonima, bubnjevima i zviždaljkama. Slavlje se odvija od 26. prosinca do 1. siječnja, započinje oko 1 sat iza ponoći, dok završava u 10 sati prijepodne.

## Promet
Međunarodna zračna luka Lynden Pindling udaljena je 16 km od središta grada. Svakodnevni letovi postoje prema SAD-u, Kanadi, Velikoj Britaniji te prema drugim otocima na Bahamima. S obližnjim lokalnim otocima Nassau je povezan i trajektnim linijama koje polaze iz gradske luke. Gradski prijevoz obavljaju javni autobusi, taksiji, a u ponudi su i rent-a-car usluge.

## Zanimljivosti
Prometno je pravilo da se vozila kreću lijevom stranom ceste, poput onih u Velikoj Britaniji. Međutim, vozačima je otežano utoliko što je većina automobila na otoku uvezena iz SAD-a te ima upravljač na lijevoj strani.
Nassau se često pojavljuje i u filmovima, knjigama te videoigrama. Tako se njegovi kadrovi bilježe u čak četiri filma o britanskom tajnom agentu Jamesu Bondu – Operacija Grom, Samo za tvoje oči (prizori oceana snimljeni su na Bahamima, a predstavljeni su kao da se nalaze u Grčkoj), Nikad ne reci nikad te Casino Royale (nova verzija). Osim toga, pojavljuje se i u još nekim filmovima – Help!, Flipper, Poslije sumraka, Opasno plavetnilo. U romanu Stanleya Morgana Tobin in Paradise opisuje se dolazak glavnog lika Russa Tobina u Nassau te zanimljivosti koje mu se kasnije događaju. Također, prijestolnica Bahama zastupljena je i u videoigrama, pojavljuje se u Asphalt 6: Adrenaline te u Assassin's Creed IV: Black Flag.
Godine 2004. ovdje se održalo Natjecanje za najjačeg čovjeka na svijetu, a 2009. turistički kompleks Atlantis Paradise bio je domaćin Izbora za Miss Universe.

## Poznati stanovnici
- Perry Christie, političar
- Lynden O. Pindling, političar
- Chandra Sturrup, atletičarka
- Brent Malone, slikar
- Etta Cameron, pjevačica

## Gradovi prijetelji
- Acapulco, Meksiko
- Detroit, SAD
- Winston-Salem, SAD
- Albany, SAD
- Parana, Argentina
- Šangaj, Kina